# Miljoenenstad
Een miljoenenstad is een algemene term om een stad aan te duiden waar meer dan 1 miljoen mensen wonen.
Volgens de Verenigde Naties zal in de toekomst de groei van het aantal miljoenensteden doorgaan, zij het wat langzamer dan de afgelopen decennia. De vergroeiing van meerdere steden tot één stedelijk gebied zal echter wel toenemen.